# Argyreia penangiana
Argyreia penangiana är en vindeväxtart som först beskrevs av Nathaniel Wallich och Jacques Denys Denis Choisy, och fick sitt nu gällande namn av Jacob Gijsbert Boerlage. Argyreia penangiana ingår i släktet Argyreia och familjen vindeväxter. Inga underarter finns listade i Catalogue of Life.